# Sonic Advance 3
Sonic Advance 3 (яп. ソニックアドバンス 3 Соникку Адобансу Сури:) — видеоигра серии Sonic the Hedgehog в жанре платформер, изданная компаниями Sega и THQ в июне 2004 года для портативной консоли Game Boy Advance. Позднее проект был переиздан в сервисе Virtual Console для консоли Wii U.
Игра является продолжением Sonic Advance 2. Игровой процесс сиквела не подвергся кардинальным изменениям: от игрока всё также требуется пройти несколько уровней, по пути уничтожая врагов и собирая золотые кольца. Однако исследуют игровые зоны одновременно два персонажа. По сюжету главные герои должны остановить злодея доктора Эггмана, который расколол планету, похожую на Землю, на несколько частей, и хочет захватить весь мир.
Проект разрабатывался студиями Dimps и Sonic Team. В ходе разработки платформер претерпел изменения в плане дизайна уровней и некоторых игровых элементов. После выхода Sonic Advance 3 получила положительные отзывы от прессы и была коммерчески успешна. Из достоинств игры обозреватели называли графику и игровой процесс, но неоднозначно было оценено взаимодействие между персонажами.

## Игровой процесс

Соник и Тейлз на уровне «Route 99». Основа геймплея — командная игра. По сравнению с предыдущими частями серии на GBA, в Sonic Advance 3 для прохождения уровней используются два персонажа

Sonic Advance 3 является жанровым платформером, выполненным в двухмерной графике. Незадолго до событий сюжета, доктор Эггман строит робота с использованием деталей Эмерла — робота-гизоида, уничтоженного в финале игры Sonic Battle. Новый робот получает имя Гемерл. Он может копировать атаки соперников и объединяться с различными механизмами. После постройки робота, учёный с помощью приёма «Хаос Контроль» раскалывает на несколько частей планету, похожую на Землю. Главные герои — ёж Соник и лис Тейлз — отправляются в приключение для того, чтобы найти своих друзей (ехидну Наклза, ежиху Эми Роуз, крольчиху Крим) и помешать Эггману захватить весь мир.
Игроку предстоит пройти восемь или девять уровней (в зависимости от сценариев), называемых зонами («Route 99», «Sunset Hill», «Ocean Base», «Toy Kingdom», «Twinkle Snow», «Cyber Track», «Chaos Angel», «Altar Emerald» и «Nonaggression»), каждая из которых разделена на три акта и заполнена различными врагами-роботами — бадниками (англ. Badnik). Чтобы попасть на уровень, герой должен в открытом игровом мире «Sonic Factory» запрыгнуть в кольцо со звездой. Персонаж игрока может атаковать врагов либо путём сворачивания в клубок в прыжке, либо с помощью приёма spin dash (кроме Эми, у неё отсутствует данная способность), разгоняясь на месте и атакуя скоростным ударом в перекате. Во время прохождения уровня игрок собирает золотые кольца, служащие защитой от врагов (и дополнительные кольца можно получить после уничтожения бадника), а при сборе 100 штук дающие дополнительную жизнь. Если персонажу будет нанесён урон, то он потеряет все кольца, а без них при повторном нападении он может погибнуть. В таком случае прохождение игры начинается либо заново, либо с контрольной точки. Выпавшие после получения урона кольца можно собрать, но только в течение ограниченного времени и не более 20 штук. Кроме того, на зонах разбросаны многочисленные бонусы, хранящиеся в специальных капсулах — например, дополнительная жизнь, временная неуязвимость или ускорение. Прохождение каждого акта ограничено десятью минутами; в зависимости от затраченного на прохождение времени в конце акта игроку присуждаются бонусные очки. Для завершения прохождения на первых двух актах необходимо коснуться небольшого кольца со звездой; в третьем акте проходит битва с боссом — самим Эггманом, или Гемерлом на «Altar Emerald». Кроме основной игры, в Sonic Advance 3 представлено три дополнительных режима. Первый представляет собой многопользовательскую игру, которую можно пройти вчетвером; в этом режиме доступны следующие миссии: поиск питомцев чао («Find Chao») и командная гонка («Team Race»). «Time Attack» предлагает игроку пройти любой уровень за минимальное время, а «Sound Test» — послушать музыку из игры.
Основным отличием от серии игр Sonic Advance стало то, что теперь уровни проходят два персонажа, один из которых управляется игроком, а другой — компьютером или, в мультиплеере, вторым игроком. Изначально доступны только ёж Соник и лис Тейлз, а по мере прохождения сюжета разблокируются ехидна Наклз, ежиха Эми Роуз и крольчиха Крим. Каждый персонаж обладает своими характеристиками. Соник умеет совершать сальто (skid attack), уничтожая врагов на своём пути подкатом, и нападать на ближайшего противника в прыжке с самонаведением (homing attack). Основной способностью Тейлза является возможность летать — благодаря тому, что он имеет два хвоста и вращает ими, как пропеллерами. Наклз может парить в воздухе и, благодаря своим кастетообразным перчаткам, атаковать врага в воздухе; также ехидна умеет карабкаться по стенам и разбивать препятствия. Крим, как и Тейлз, умеет летать, используя свои большие уши как крылья, и может бросать своего друга чао Чиза в атаку на противников. Эми использует для атаки противников и отскока свой гигантский молот «Piko-Piko Hammer». Несмотря на различные особенности, все персонажи во второй части обладают общей способностью tag action, благодаря которой персонаж игрока взаимодействует со своим партнёром. Вместе два героя могут преодолевать различные препятствия, например, перелетать высокую стену, или выполнять комбо-приём.

### Особый уровень

Соник проходит «Special Stage». Все особые уровни герой проходит только на самолёте «Торнадо»

В Sonic Advance 3 присутствуют специальные этапы («Special Stage») — особые уровни, предназначенные для сбора Изумрудов Хаоса. Существует семь таких уровней, и чтобы попасть на каждый из них, игроку необходимо получить ключ, с помощью которого можно разблокировать специальную пружину, расположенную в «Sonic Factory». Для открытия замка́ персонажам необходимо найти на каждом акте десять питомцев чао. Все найденные питомцы появляются в чао-саде, но управлять ими нельзя. Этапы представляют собой скроллеры в трёхмерной графике, где персонажу, летящему на самолёте «Торнадо», необходимо собрать определённое количество колец и остерегаться бомб, при столкновении с которыми теряется часть набранных колец.
В случае удачного прохождения персонаж получает Изумруд Хаоса и дополнительные очки за собранные кольца. Если игрок собрал все семь камней, то открывается последний уровень «Nonaggression», где ёж Соник в своей супер-форме вместе с доктором Эггманом сражаются против Гемерла. Пребывание ежа в этой форме ограничено числом имеющихся у него колец, которое ежесекундно уменьшается. После победы Тейлз ремонтирует робота и отдаёт его Крим — ребёнку крольчихи Ваниллы. Если Сонику не удалось собрать все семь Изумрудов, то после прохождения зоны «Altar Emerald» Эггман и Гемерл спасаются от главного героя бегством, а мир — восстанавливается после раскола. Игра заканчивается получением фотографии от робота-чао Омочао со всеми персонажами из игры. Для остальных персонажей сбор Изумрудов ни на что не влияет и вся их сюжетная линия заканчивается на уровне «Altar Emerald».

## Разработка и выход игры
Sonic Advance 3 была создана силами студий Sonic Team и Dimps для портативной консоли Game Boy Advance (GBA). Не считая переиздания Sonic the Hedgehog Genesis, она стала одной из последних игр серии, выпущенной для данной приставки от Nintendo. Дизайнеры и программисты Sonic Advance и Sonic Advance 2 принимали активное участие в создании продолжения. Процессом разработки руководил дизайнер и сценарист Акинори Нисияма, а продюсированием занимались тогдашний глава Sonic Team Юдзи Нака, руководитель отдела развития компании Sega Тосихиро Нагоси и сотрудник Dimps Коити Сакита. За дизайн уровней отвечали Кадзухико Ямамото, Юко Яманоэ и Эцуко Хосокава. Ведущими программистами стали Тацуаки Накасима, Хироки Ёситакэ и Кунинори Доно, в роли художника выступил Юдзи Уэкава.
Команда разработчиков решила внести в игровой процесс некоторые изменения: переделаны особые этапы, увеличена скорость прохождения, и созданы небольшие открытые миры «Sonic Factory» для доступа на зоны и «Special Stage». Однако самым большим нововведением в геймплее стало исследование уровней одновременно двумя персонажами. Схожий игровой процесс присутствует в Sonic Heroes, где игрок управляет командой из трёх героев. Музыкальное сопровождение было создано композиторами Тацуюки Маэдой, Кэнъити Токои, Хидэаки Кобаяси, Масару Сэцумарой, Фумиэ Куматани и Томоей Отани. Многие песни в игре — это ремиксы, которые звучали в других частях франшизы Sonic the Hedgehog. Хотя альбом с композициями Sonic Advance 3 выпущен не был, однако трек под названием «Route 99», являющийся сопровождением для одноимённого уровня, был включён в альбом-сборник History Of Sonic Music 20th Anniversary Edition, изданный 7 декабря 2011 года.
Проект был анонсирован 11 сентября 2003 года. На выставке Electronic Entertainment Expo (E3) 2004 демонстрировался небольшой трейлер, на котором демонстрировались принципы командной игры. Sonic Advance 3 вышла для GBA во всём мире летом 2004 года при поддержке компании THQ. Как и Sonic Advance 2, третья часть не была портирована на многочисленные платформы и не входила ни в один сборник, за исключением переиздания в сервисе Virtual Console для консоли Wii U в мае 2016 года.

## Озвучивание
Sonic Advance 3 — одна из последних игр, в которой персонажей на английский язык озвучивали актёры из Sonic Adventure. Несмотря на отсутствие полноценных диалогов, реплики героев часто сопровождаются определёнными фразами, не являющимися частью самого диалога. Все версии игры имеют озвучивание только на одном языке в соответствии с регионом консоли, однако в настройках можно сменить язык субтитров.
| Персонаж             | Японский актёр озвучивания | Английский актёр озвучивания |
| -------------------- | -------------------------- | ---------------------------- |
| Ёж Соник             | Дзюнъити Канэмару          | Райан Драммонд               |
| Майлз «Тейлз» Прауэр | Рё Хирохаси                | Уильям Коркери               |
| Ехидна Наклз         | Нобутоси Канна             | Скотт Драйер                 |
| Эми Роуз             | Таэко Кавата               | Дженифер Дуиллард            |
| Крольчиха Крим       | Саяка Аоки                 | Сара Вульфек                 |
| Доктор Эггман        | Тикао Оцука                | Дим Бристоу                  |
| Голос в меню         |                            | Джон Сент-Джон               |

## Оценки и мнения
| Сводный рейтинг       | Сводный рейтинг |
| Агрегатор             | Оценка          |
| --------------------- | --------------- |
| GameRankings          | 81,37 %         |
| Metacritic            | 79/100          |
| MobyRank              | 80/100          |
| Иноязычные издания    |                 |
| Издание               | Оценка          |
| 1UP.com               | B               |
| AllGame               | [ 5 ]           |
| Eurogamer             | 6/10            |
| Famitsu               | 30/40           |
| G4                    | 4/5             |
| Game Informer         | 6,75/10         |
| GamePro               | 3,5/5           |
| GameSpot              | 8,4/10          |
| GameSpy               | [ 22 ]          |
| GameZone              | 9/10            |
| IGN                   | 9/10            |
| Nintendo Power        | 3,9/5           |
| Nintendo World Report | 8/10            |
| Play (UK)             | B+              |
| Русскоязычные издания |                 |
| Издание               | Оценка          |
| «Страна игр»          | 7,5/10          |

После выхода Sonic Advance 3 получила от прессы положительные отзывы. Из-за геймплея платформер сравнивался с другой игрой от Sonic Team — Sonic Heroes. По данным сайтов Metacritic и GameRankings, средние оценки платформера составляют 79 баллов и 81,37 % соответственно. Всего было продано более 1,5 миллиона экземпляров, что сделало её одной из самых продаваемых игр для консоли. На церемонии Golden Joystick Awards игра победила в номинации «Лучшая портативная игра» 2004 года. В январе 2008 года, сайт ScrewAttack поставил Sonic Advance 3 на четвёртое место среди лучших игр серии Sonic the Hedgehog, а редакция интернет-портала GameZone в июле 2011 года в аналогичном рейтинге — на седьмое. В 2010 году представители журнала Official Nintendo Magazine провели опрос среди поклонников Соника на тему любимых игр серии. По итогам этого опроса Sonic Advance 3 заняла 10 место.
Восторженные отзывы получили графика и дизайн уровней. По мнению журналиста Eurogamer Кристиана Рида, Sonic Advance 3 показывает то, на что способна консоль GBA. В качестве примеров, где больше всего демонстрируется потенциал приставки, критик привёл хорошие задние фоны и анимацию персонажей. Представитель сайта 1UP.com Нич Марагос похвалил дизайнеров за создание развилок на зонах, поскольку они дают пройти акт несколькими путями. Критик из GameSpot Фрэнк Прово назвал уровни Sonic Advance 3 хорошим сочетанием платформ-трамплинов из Mario с классическими скоростными трассами из Sonic the Hedgehog. Графика, по его мнению, находится на уровне лучших проектов 2004 года от компаний Nintendo и Konami. Неоднозначную оценку об уровнях оставил Крейг Харрис (IGN). Рецензент в своём обзоре заявил, что хотя разработчики снова прибегли к самокопированию (шипы или отсутствие у персонажей защиты от врагов), но плюсов встречается в игре больше, чем минусов, благодаря чему создаётся равновесие. Нечто похожее писал Майкл Коль (Nintendo World Report), посчитавший дизайн уровней «противоречивым», и Луис Бедиган, скрывшийся под ником jkdmedia (GameZone).
Музыка и звуковые эффекты были высоко оценены прессой. Кроме того, некоторые критики пришли в восторг от наличия в игре отдельных фраз, которыми говорят персонажи. Прово назвал саундтрек Sonic Advance 3 подходящим для уровней. Для обозревателя из GameZone треки показались ему запоминающимися, которые помогут игрокам вспомнить классического Соника эпохи Sega Genesis. Сдержанный отзыв о работе композиторов оставил Коль. «Музыка не столь убедительна, как в первых двух играх Sonic Advance», — заявил он. Хотя в платформере присутствуют «атмосферные» композиции, но песни, играющие на актах и во время битв с боссами, посредственные.
Положительно был оценён игровой процесс, но неоднозначные отзывы шли в сторону командного геймплея и управления. Харрис писал, взаимодействие между двумя персонажей лучше подходит в Sonic Advance 3, чем в играх для Mega Drive/Genesis. Критика также порадовала работа сценаристов: введение небольших видеороликов пошло на пользу сюжету, благодаря чему история стала хоть «немного конкретизированной». С вышеописанными заявлениям согласился и Прово, отметив, что нововведения в игровом процессе больше всего оценят те старые поклонники синего ежа, которым в предыдущих частях серии на GBA не понравились обычные пробежки по уровням. Марагос писал, Sonic Team на примере показала, как надо «правильно интегрировать друзей Соника в основных играх серии», делая отсылку к не понравившейся обозревателю Sonic Heroes. Представитель GameSpy Дэррил Вассер положительно оценил отказ разработчиков от системы битв с боссом в Sonic Advance 2, где противников нужно уничтожать на бегу, в сторону «традиционных сражений». Однако он оставил негативный отзыв о командной игре: «Скорости, люди! Мы хотим скорости! Sega, пожалуйста, прекратите свои попытки замедлять нас сотнями уникальных взаимодействий персонажей и сбором глупых вещей — это не работает, перестаньте пытаться!». Коль в своём обзоре посчитал приём tag action одновременно неуклюжим по причине медлительности второго персонажа и полезным из-за новых способностей героев.

### Влияние
После выхода Sonic Advance 3, разработчики приступили к созданию новой игры для консоли Nintendo DS, в которой удалось совместить двухмерную и трёхмерную графику. Ей стала Sonic Rush, вышедшая в ноябре 2005 года. Проект примечателен тем, что во время разработки долгое время использовались спрайты Соника и бадников из Sonic Advance 3.
Сюжет с разделением планеты на несколько частей был использован в проекте Sonic Unleashed. Командный геймплей вновь вернулся в Sonic the Hedgehog 4: Episode II. Здесь также Соник и Тейлз взаимодействуют вместе, чтобы преодолевать различные препятствия. Однако, в отличие от Sonic Advance 3, эти заимствования были оценены журналистами менее положительно.